# Phylidorea celaena
Phylidorea celaena là một loài ruồi trong họ Limoniidae. Chúng phân bố ở miền Cổ bắc.